# Finale Coppa Italia 1990
De finale van de Coppa Italia van het seizoen 1989–90 werd gehouden op 28 februari en 25 april 1990. Juventus nam het op tegen AC Milan. De heenwedstrijd in het Stadio Comunale in Turijn eindigde op een scoreloos gelijkspel. De terugwedstrijd in het San Siro in Milaan volgde pas twee maanden later en eindigde in het voordeel van Juventus, dat met het kleinste verschil won na een doelpunt van Roberto Galia.

## Finale

### Heenwedstrijd
|                  |          |       |          |                                                                |
| 28 februari 1990 | Juventus | 0 – 0 | AC Milan | Stadio Comunale, Turijn Scheidsrechter: Pietro D'Elia (Italië) |
| 28 februari 1990 |          |       |          | Stadio Comunale, Turijn Scheidsrechter: Pietro D'Elia (Italië) |

| Juventus | Milan |

| Juventus:      |    |                     |     |
|                |    |                     |     |
| GK             | 1  | Stefano Tacconi     |     |
| RB             | 2  | Roberto Galia       |     |
| CB             | 5  | Dario Bonetti       |     |
| CB             | 6  | Roberto Tricella    | 79' |
| LB             | 3  | Luigi De Agostini   |     |
| RM             | 7  | Sergej Alejnikov    |     |
| CM             | 8  | Rui Barros          |     |
| CM             | 10 | Giancarlo Marocchi  |     |
| LM             | 4  | Angelo Alessio      |     |
| CF             | 9  | Pierluigi Casiraghi |     |
| CF             | 11 | Salvatore Schillaci |     |
| Wisselspelers: |    |                     |     |
| DF             |    | Sergio Brio         | 79' |
| Coach:         |    |                     |     |
| Dino Zoff      |    |                     |     |

| AC Milan:      |    |                   |     |
|                |    |                   |     |
| GK             | 1  | Giovanni Galli    |     |
| RB             | 2  | Mauro Tassotti    |     |
| CB             | 5  | Filippo Galli     |     |
| CB             | 6  | Franco Baresi     |     |
| LB             | 3  | Paolo Maldini     |     |
| RM             | 4  | Diego Fuser       | 76' |
| CM             | 8  | Frank Rijkaard    |     |
| CM             | 10 | Carlo Ancelotti   |     |
| LM             | 11 | Alberigo Evani    | 88' |
| CF             | 7  | Daniele Massaro   |     |
| CF             | 9  | Marco van Basten  |     |
| Wisselspelers: |    |                   |     |
| MF             |    | Giovanni Stroppa  | 76' |
| MF             |    | Stefano Salvatori | 88' |
| Coach:         |    |                   |     |
| Arrigo Sacchi  |    |                   |     |

### Terugwedstrijd
|               |          |           |          |                                                         |
| 25 april 1990 | AC Milan | 0 – 1     | Juventus | San Siro, Milaan Scheidsrechter: Pietro D'Elia (Italië) |
| 25 april 1990 |          | 17' Galia |          | San Siro, Milaan Scheidsrechter: Pietro D'Elia (Italië) |

| Milan | Juventus |

| AC Milan:      |    |                       |     |
|                |    |                       |     |
| GK             | 1  | Giovanni Galli        |     |
| RB             | 2  | Mauro Tassotti        |     |
| CB             | 5  | Filippo Galli         |     |
| CB             | 6  | Franco Baresi         |     |
| LB             | 3  | Alessandro Costacurta |     |
| RM             | 7  | Roberto Donadoni      |     |
| CM             | 4  | Angelo Colombo        | 66' |
| CM             | 8  | Frank Rijkaard        |     |
| LM             | 10 | Alberigo Evani        |     |
| CF             | 9  | Marco van Basten      |     |
| CF             | 11 | Daniele Massaro       |     |
| Wisselspelers: |    |                       |     |
| MF             |    | Stefano Salvatori     | 66' |
| Coach:         |    |                       |     |
| Arrigo Sacchi  |    |                       |     |

| Juventus:      |    |                     |     |
|                |    |                     |     |
| GK             | 1  | Stefano Tacconi     |     |
| RB             | 2  | Nicolò Napoli       |     |
| CB             | 5  | Pasquale Bruno      |     |
| CB             | 6  | Dario Bonetti       |     |
| LB             | 3  | Luigi De Agostini   |     |
| RM             | 7  | Sergej Alejnikov    |     |
| CM             | 8  | Rui Barros          |     |
| CM             | 10 | Giancarlo Marocchi  |     |
| LM             | 4  | Roberto Galia       |     |
| CF             | 9  | Pierluigi Casiraghi |     |
| CF             | 11 | Salvatore Schillaci | 75' |
| Wisselspelers: |    |                     |     |
| MF             |    | Angelo Alessio      | 75' |
| Coach:         |    |                     |     |
| Dino Zoff      |    |                     |     |

1922 ·
1923–1935 ·
1936 ·
1937 ·
1938 ·
1939 ·
1939 ·
1939 ·
1939 ·
1939 ·
1944–1957 ·
1958 ·
1959 ·
1960 ·
1961 ·
1962 ·
1963 ·
1964 ·
1965 ·
1966 ·
1967 ·
1968 ·
1969 ·
1970 ·
1971 ·
1972 ·
1973 ·
1974 ·
1975 ·
1976 ·
1977 ·
1978 ·
1979 ·
1980 ·
1981 ·
1982 ·
1983 ·
1984 ·
1985 ·
1986 ·
1987 ·
1988 ·
1989 ·
1990 ·
1991 ·
1992 ·
1993 ·
1994 ·
1995 ·
1996 ·
1997 ·
1998 ·
1999 ·
2000 ·
2001 ·
2002 ·
2003 ·
2004 ·
2005 ·
2006 ·
2007 ·
2008 ·
2009 ·
2010 ·
2011 ·
2012 ·
2013 ·
2014 ·
2015 ·
2016 ·
2017 ·
2018 ·
2019 ·
2020 .
2021 .
2022 .
2023 .
2024 .